# Toet de l'Escarena
Toet de l'Escarena (en francès Touët-de-l'Escarène) és un municipi francès situat al departament dels Alps Marítims i a la regió de Provença – Alps – Costa Blava.

## Demografia
| 1962                                       | 1968 | 1975 | 1982 | 1990 | 1999 | 2006 |
| ------------------------------------------ | ---- | ---- | ---- | ---- | ---- | ---- |
| 131                                        | 173  | 137  | 173  | 212  | 242  | 282  |
| Des de 1962: població sense dobles comptes |      |      |      |      |      |      |

## Administració
| Període   | Identitat    | Partit |
| --------- | ------------ | ------ |
| 1983-1988 | Louis Ribuot |        |
| 1988-     | Noël Albin   | PCF    |